# АФК Бароу
Бароу АФК (на английски: Barrow Association Football Club) е английски футболен клуб от град Бароу ин Фърнс. Отборът се състезава в Национална конференция- петото ниво на английския клубен футбол.

## Постижения
- Шампион на Юнибонд Лийг- 1984, 1989, 1998
- Носител на ФА Трофи- 1990